# بيت غوفرين
بيت غُوفرين (بالعبرية: בית גוברין) هو كيبوتس يقع في منطقة لاخيش غرب مدينة بيت جبرين القديمة ونحو 14 كيلومتر شرق كريات غات في المنطقة الجنوبية في إسرائيل. تتبع إداريًا لمجلس يُوآف الإقليمي. وفقًا لإحصائيات ديسمبر 2015 بلغ عدد سكانها 436 نسمة.